# Real Audiência

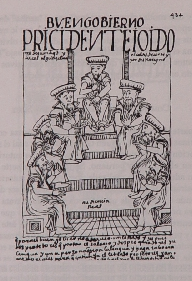
Gravura de Felipe Guamán Poma de Ayala representando a Real Audiência de Lima.

A Real Audiência (Real Audiência, Audiência Real ou, simplesmente, Audiência em espanhol) era o principal órgão de justiça de Castela, criado por Henrique II em 1369.
Formalmente, a primeira Audiência foi estabelecida em Valladolid no ano de 1371. Isabel, a Católica dividiu em 1494 a tal Audiência em duas: a Audiência de Valladolid, com competência jurídica ao norte do rio Tejo; e a de Ciudad Real, com competência ao sul do mesmo rio. Em 1500 se decidiu trasladar esta última para Granada, o que ocorreu em 1505.
Carlos I instala em 1528 a Audiência de Aragão em Saragoça. Seu filho Felipe II criou numerosas Audiências na Espanha e, também, em outros lugares da Europa – entre outras, a da Sardenha em 1564 e a da Sicília em 1569. Na América, se instalou pela primeira vez uma Audiência em Santo Domingo (na ilha de Hispaniola) em 1511, durante o governo de Diogo Colombo, mas em pouco tempo foi suprimida (sendo restabelecida em 1526). Sob Carlos I e Felipe II, entre 1526 e 1583, as Audiências se espalharam pela América e pelas Filipinas.
As Audiências também receberam a denominação de Chancelaria ou Real Chancelaria, título restrito às de maior nível de competência na Península Ibérica, e às depositárias do selo real nas Índias.

## A Real Audiência na Península
Carlos I instalou em 1528 a Audiência de Aragão em Saragoça. Seu filho Filipe II criou numerosas Audiências na Espanha, entre outras, a de Sevilha em 1566, a de Las Palmas em 1568, e a de Maiorca em 1571. Em 1717 se estabeleceu a Audiência das Astúrias e, em 1790, a da Estremadura.
- Na Coroa de Castela
  - Real Audiência de Valladolid (ou Real Audiência e Chancelaria de Valladolid)
  - Real Audiência de Granada (ou Real Chancelaria de Granada)

As demais audiências surgidas posteriormente não contaram com o título de Chancelaria, e seu nível de competência era menor.
- Real Audiência da Galiza, criada a partir do Governo da Galiza.
- Real Audiência das Canárias (1526).
- Audiência dos Graus de Sevilha (com atribuições ampliadas desde 1790, momento a partir do qual as competências da Chancelaria de Granada sobre sua jurisdição se tornaram limitadas apenas a pleitos civis de quantia considerável)
- Real Audiência das Astúrias (1717).
- Real Audiência de Extremadura (1790).

- No Reino de Navarra não havia Audiências, e as funções judiciais eram exercidas pelo Conselho Real de Navarra.
- A Coroa de Aragão mantinha Audiências Reais em cada um dos seus reinos desde o século XV:
  - Audiência de Aragão
  - Audiência de Valência
  - Audiência da Catalunha
  - Audiência de Maiorca

Depois dos Decretos do Novo Plano, desde 1707 se impôs o modelo de Chancelaria para as duas primeiras (Aragão e Valência), e desde 1715 para as duas últimas (Catalunha e Maiorca); nestes casos com a inovação de um sistema de presidência militar, logo estendido às castelhanas.

### Audiências peninsulares
- Real Audiência de Valladolid
- Real Audiência de Granada
- Real Audiência da Galiza
- Real Audiência das Canárias
- Real Audiência dos Graus de Sevilha
- Real Audiência de Astúrias
- Real Audiência de Extremadura
- Real Audiência de Aragão
- Real Audiência de Valência
- Real Audiência da Catalunha
- Real Audiência de Maiorca

## A Real Audiência nas Índias
Na América, se instalou pela primeira vez uma Audiência em Santo Domingo (na ilha de Hispaniola), em 1511, durante o governo de Diogo Colombo, mas em pouco tempo foi suprimida (sendo restabelecida em 1526).
Sob Carlos I e Felipe II, entre 1526 e 1583, as Audiências se espalharam pela América e pelas Filipinas, criando-se: a Audiência do México (Nova Espanha) em 1527; Panamá em 1538; Guatemala e Lima (Peru) em 1543; Guadalajara (Nova Galiza) e Santa Fe de Bogotá (Nova Granada) em 1548; Charcas (Alto Peru) em 1559; Quito (Equador) e Concepción (Chile) em 1563 (a última entre 1565-1575); e Manila (Filipinas) em 1583. Em 1605 se criou a Audiência de Santiago (Chile) e a de Buenos Aires (Rio da Prata) em 1661 (até 1671). Finalmente, se reinstalou a Audiência de Buenos Aires em 1783 e se instalou a Audiência de Caracas e a de Cusco em 1786 e 1787, respectivamente.
Na América hispânica colonial a Real Audiência adquiriu uma crescente importância, velando pelo cumprimento do direito, pela proteção dos governados e pela aplicação da justiça no continente. Assim mesmo, chegaram a ser também Reais Chancelarias, por serem consideradas representantes do monarca em seus respectivos territórios, e assim depositárias do selo real (real sello).

### Composição
As Reais Audiências estavam compostas por um presidente, que era em geral o respectivo vice-rei ou governador, e por um número variável de ouvidores (juízes), mais alguns alcaides do crime (no México e em Lima). Ademais, formavam parte deste tribunal um promotor e "outros oficiais subalternos", entre eles: um alguacil (meirinho), um relator, um escrivão de câmara e um porteiro.
No século XVIII se juntou a eles um Regente, que na prática se encarregava de dirigir este órgão e outro promotor.

### Funções
As Reais Audiências eram talvez os únicos órgãos da época que tinham uma função mais específica: a administração da justiça.
Na América hispana foram os mais altos tribunais de justiça. Até o século XVIII, mais por evolução espontânea que por reformas legais, se converteram essencialmente em tribunais de apelações.
- Cobriam os julgamentos civis e criminais, exceto os de foro eclesiástico, militar ou mercantil.
- Suas sentenças podiam ser apeladas ante o Conselho das Índias (sempre que se tratasse de assuntos que envolvessem mais de 6.000 pesos em ouro).
- Cobriam o recurso de força, isto é, a reclamação daqueles agravados pelos juízes eclesiásticos, que procedia em caso de incompetência destes para conhecer as causas, não-observância das normas que regiam os julgamentos eclesiásticos e nas negativas de apelação que eram procedentes.
- Cobriam as contendas de competência entre juízes laicos e eclesiásticos.
- Cobriam alguns julgamentos eclesiásticos e os julgamentos de encomiendas.
- As vítimas de decretos do vice-rei ou do governador podiam "apelar" perante elas
- Podiam ditar autos acordados, para uma adequada administração da justiça, podendo com eles preencher os vazios normativos no que dizia respeito aos procedimentos ou para interpretar as normas procedimentais vigentes.

Em caso de ausência do vice-rei ou do governador, o ouvidor mais antigo (chamado de ouvidor decano) podia substitui-los interinamente. Ainda assim eram órgãos a quem os vice-reis e governadores consultavam em matéria de governo e fazenda.
Deviam fazer as ordens reais serem cumpridas e eventualmente podiam "suplicar" uma lei (quando esta padecia de um vício) apresentando-a ao Conselho das Índias. Ademais, deviam examinar as ordenanças, os regulamentos e decretos do respectivo vice-rei ou governador. Caso estes tivessem extrapolados suas faculdades e atribuições, podiam apresentar-lhes a situação citada, e em caso de não serem ouvidas, prestar contas ao rei.
Igualmente, deviam se ocupar do bom tratamento dos indígenas e podiam proibir a circulação ou confiscar determinados livros. Além disso, se preocupavam em informar ao rei sobre a conduta dos sacerdotes dentro de seu território jurisdicional e podiam deter as bulas que considerassem como atentatórias ao patronato.

### Classificação
As Reais Audiências eram classificadas de acordo com a sua hierarquia:
- Audiências vice-reinais: que eram presididas por um vice-rei e eram realizadas na sede vice-reinal. Foram deste tipo a Audiência do México e a de Lima e, no século XVIII, as de Santa Fe de Bogotá e de Buenos Aires.
- Audiências pretoriais: que eram presididas por um presidente-governador (de uma presidência-governação). Foram deste tipo as Audiências de Santo Domingo, Panamá (durante um período), Manila, Chile, Guatemala, Buenos Aires e Santa Fe de Bogotá.
- Audiências subordinadas: que eram presididas por um presidente letrado e dependiam do vice-rei nos assuntos relativos ao governo civil, eclesiástico, guerra e, eventualmente, fazenda. Foram deste tipo as Audiências de Guadalajara, Quito, Charcas, Panamá e Caracas.

### Audiências índias
- Real Audiência de Buenos Aires
- Real Audiência de Caracas
- Real Audiência de Charcas
- Real Audiência do Chile
- Real Audiência de Cuzco
- Real Audiência de Guadalajara
- Real Audiência de Guatemala
- Real Audiência de Lima
- Real Audiência de Manila
- Real Audiência do México
- Real Audiência do Panamá
- Real Audiência de Quito
- Real Audiência de Santa Fe de Bogotá
- Real Audiência de Santo Domingo
- Real Audiência de Havana
- Real Audiência de Porto Rico
- Real Audiência de Porto Príncipe